# Pneus Online
Pneus Online es una tienda internacional online de neumáticos. La empresa es conocida por ser la primera en vender neumáticos online en Francia. En el año 2012, Pneus Online es uno de los minoristas líderes en la venta de neumáticos en línea en Europa.

## Historia
Alexis Nerguisian fundó Pneus Online en abril del 2001. La sede de la empresa está establecida en Carouge, Suiza. Antes del establecimiento de Pneus Online, el Sr. Nerguisian fue un consultor de tecnologías de la información, experto de la banca y piloto amateur de autos de carreras. Al observar cómo los neumáticos terminaban desechos al finalizar las carreras, se percató que el mercado requería de tiendas de neumáticos a precios bajos. En el sitio web de la empresa, el Sr. Nerguisian expresa el objetivo de Pneus Online dentro del mercado de los neumáticos.
En 2006, Pneus Online lanzó al mercado europeo su garantía antipinchazos en los neumáticos en el evento Mondial de l’Automobile. En una entrevista con Autobiz France, el Sr. Nerguisian mencionó que su intención era ‘’ofrecer un servicio innovador que nadie más estaba ofreciendo’’.
En 2009, Pneus Online lanzó la cuarta versión de su sitio web, ofreciendo una nueva interfaz y un total rediseño técnico. En aquellos tiempos, el sitio recibía unos 600,000 visitantes cada mes. En abril de 2009, la empresa había alcanzado los 500,000 neumáticos vendidos.
En 2010, Pneus Online expandió su cobertura a Norteamérica. En el mismo año, al empresa reportó incrementos en sus ventas en un 40% en el primer trimestre del año.
Para el año 2012, la tienda de neumáticos de Pneus Online está presente con 21 nombres diferentes en dos continentes. Sus alias incluyen Tires and Co, Pneus Online Canada, Banden Online Netherlands y Tyres Pneus Online Ireland. La empresa cuenta con alrededor de 15,000 centros de montaje colaboradores en Europa. Entre sus clientes cuenta con distribuidores Harley-Davidson, Porsche y concesionarios BMW.

## Actividad
Pneus Online es una tienda online de neumáticos para automóviles y motocicletas a precios bajos. Tienen acceso a más de siete millones de neumáticos en almacén, incluyendo marcas como Michelin, Bridgestone, Firestone y Goodyear. Los clientes pueden obtener descuentos en los servicios de 15,000 centros de montaje colaboradores Europa. Todas las ventas de neumáticos incluyen la garantía del fabricante y el envío estándar gratuito a cualquier taller colaborador o al domicilio del cliente.
En 2007, Pneus Online lanzó al mercado Pneus Online/anuncios, un sitio web de anuncios clasificados para automóviles y motocicletas de segunda mano, para que los usuarios puedan publicar sus anuncios. Pneus Online/anuncios está disponible en 47 países y en 25 idiomas.
Los dos sitios web ofrecen consejos técnicos detallados, artículos instructivos y consejos de venta para propietarios de automóviles y motocicletas.

## Premios y reconocimientos
Pneus Online ha aparecido en shows de televisión, incluyendo Télé Lyon Métropole y France 2 Télématin. También ha tenido participación en programas de radio, incluyendo RTL, Lyon 1ere, el programa Votre Auto en RMC y Radio Scoop.
En el 2011, Pneus Online recibió una calificación de 7 de las 10 estrellas que califica el sitio web Prijsvergelijk ubicado en los Países Bajos. Declararon que “Pneus Online no es sólo una tienda, sino también una enciclopedia de los neumáticos.”
En el 2012, Caradisiac reconoció el sitio web de Pneus.
Pneus Online ganó el premio belgo BeCommerce Awards, en la categoría automóvil y accesorios, en 2011 y 2012.